# Jasmin Agić
Jasmin Agić (Pula, 26. prosinca 1974.) bivši je hrvatski nogometaš i nacionalni reprezentativac.

## Karijera
Agić je većinu svoje klupske karijere proveo igrajući za Rijeku i zagrebački Dinamo te je nakratko igrao u Južnoj Koreji i Austriji. Tijekom igranja za Croatiju Sesvete optužen je za namještanje utakmica u akciji Offside. Igrač je u travnju 2011. uz još četvoricu igrača priznao namještanje. Zbog toga je nepravomoćnom presudom Županijskog suda u Zagrebu, osuđen na 9 mjeseci zatvora te mora vratiti 26 500 eura.
Za hrvatsku reprezentaciju Jasmin Agić je debitirao 10. ožujka 1999. na utakmici protiv Grčke te je do 2004. odigrao 14 utakmica u nacionalnom dresu.
Pojavio se u nogometnoj simulaciji japanske kompanije Konami u izdanju iz 2006. godine, naziva PES 6, dok je nastupao za korejskog prvoligaša Incheon United. Njegov atribut shot power bio je ∞, što je ujedno i rekord ove svjetski poznate nogometne simulacije.

## Osvojeni trofeji

### Klupski trofeji
| Klub          | Trofej             | Godina / sezona |
| Hrvatska      | Hrvatska           | Hrvatska        |
| ------------- | ------------------ | --------------- |
| Dinamo Zagreb | Hrvatski kup       | 2001.           |
| Dinamo Zagreb | Hrvatski kup       | 2002.           |
| Dinamo Zagreb | Hrvatsko prvenstvo | 2003.           |
| Dinamo Zagreb | Hrvatski kup       | 2004.           |
| Dinamo Zagreb | Hrvatsko prvenstvo | 2007.           |
| Dinamo Zagreb | Hrvatski kup       | 2007.           |

## Vanjske poveznice
- National Football Teams.com